# Втрачений дах
«Втрачений дах» («Sodybų tuštėjimo metas») — радянський двосерійний художній фільм 1976 року, знятий режисером Альмантасом Грікявічюсом на Литовській кіностудії.

## Сюжет
Драма за однойменним романом Йонаса Авіжюса. Фільм охоплює події у Литві у 1940—1945 та оповідає про життя литовської інтелігенції. Герої поставлені в кризові ситуації, коли з усією невідворотністю постає проблема вибору шляху, проблема соціального, історичного самовизначення долі народу та кожної людини.

## У ролях
- Юозас Будрайтіс — Гедимінас Джюгас (озвучив Олександр Дем'яненко)
- Регімантас Адомайтіс — Адомас Вайнорас, куркуль, шеф поліції (озвучив Станіслав Ландграф)
- Антанас Шурна — Марюс Нямуніс (Червоний Марюс), секретар міськкому, комуніст (озвучив Павло Кашлаков)
- Регіна Арбачяускайте — Мілда, коханка Адомаса (озвучила Галина Теплинська)
- Елле Кулль — Аквілі, дочка Вайнорасов, сестра Адомаса (озвучила Людмила Старіцина)
- Арнас Росенас — оберштурмфюрер Дангель, начальник служби безпеки (гестапо) (озвучив Олег Борисов)
- Стасіс Петронайтіс — Кяршис, заможний селянин, мешканець хутора (озвучив Ігор Єфімов)
- Лаймонас Норейка — Миколас Джюгас, батько Гедимінаса (озвучив Олександр Афанасьєв)
- Юозас Ярушявічюс — Путрімас (Чорна кукся), бідняк, мешканець хутора (озвучив Олексій Кожевніков)
- Еугенія Шулгайте — Вайнорене (Катрі Курилка), господиня хутора, мати Адомаса (озвучила Людмила Ксенофонтова)
- Анатолій Азо — Локіс, російський партизан
- Гедимінас Гірдвайніс — Жакайтіс, працівник міліції
- Антанас Барчас — Бугяніс, помічник фашистів
- Баліс Браткаускас — фашистський бонза, високопоставлений офіцер служби безпеки
- Фелікс Ейнас — Гучкайліс, помічник фашистів
- Крістіна Гудоніте — німкеня, офіцер служби безпеки (гестапо)
- Вальдас Ятаутіс — Василь, російський військовополонений солдат
- Юозас Кіселюс — російський поранений льотчик
- Альгіс Кібартас — партизан
- Едуардас Кунавічюс — провокатор гестапо
- Автанділ Квірікашвілі — партизанів, колишній радянський військовополонений
- Альгірдас Лапенас — слідчий гестапо
- Р. Мажейка — епізод
- Альгіс Мажейка — епізод
- Відас Петкявічюс — Мінкус, учень гімназії
- Казимірас Прейкштас — Вайнорас, батько Адомаса (озвучив Борис Аракелов)
- Сігітас Рачкіс — ад'ютант Дангеля, німецький офіцер служби безпеки (гестапо)
- Костас Сморігінас — П'яткус, учень гімназії
- Ремігіюс Вілкайтіс — Саулюс, племінник Гедимінаса
- Роландас Буткявічюс — епізод
- Регіна Варнайте — гостя на різдвяному святі
- Кестутіс Геніс — господар різдвяного свята
- Антанас Жякас — гість на різдвяному святі
- Вітаутас Канцлеріс — представник литовської буржуазії, помічник фашистів
- Андрюс Карка — радянський лейтенант
- Альфредас Каряцкас — бармен
- Она Кнапкіте-Юкнявічене — мати Саулюса, тітка Гедімінаса
- Стяпонас Космаускас — власник маєтку
- Хенріка Хокушайте — дружина власника маєтку
- Регіна Зданавічюте — мати Марюса
- Альгірдас Кубілюс — співробітник гестапо
- Миколас П'яткявічюс — співробітник гестапо
- Альгімантас Кундяліс — пан у ресторані
- Альгімантас Мажуоліс — танцюючий чоловік у ресторані
- Даля Перевіряйте — офіціантка у ресторані
- Еляна Пятраускене — дама у ресторані
- Александрас Рібайтіс — епізод
- Неле Савиченко-Клімене — гімназистка
- Повілас Саударгас — представник литовської буржуазії
- Алдона Янушаускайте — супутниця Дангеля у ресторані
- Еймутіс Бразюліс — німецький солдат
- Пятрас Зулонас — гість на різдвяному святі
- Вітаутас Думшайтіс — гість на різдвяному святі
- Регіна Палюкайтіте — жінка в кафе
- Ірена Леонавічюте-Браткаускене — жінка танці в ресторані
- Ервінас Пятярайтіс — гестапівець
- Ада Будрікайте — гостя на різдвяному святі
- Ірина Карлова — епізод

## Знімальна група
- Режисер — Альмантас Грікявічюс
- Сценарист — Ромуальдас Ґранаускас
- Оператор — Донатас Печюра
- Композитор — Альгімантас Апанавічюс
- Художник — Альгірдас Нічюс